# Герб Зімбабве
Герб Зімбабве прийнятий 21 вересня 1981 року. Це було зроблено через рік після прийняття національного прапора.

## Опис
Герб зображує двох лісових антилоп, що стоять на вершині земляного кургану, який складається зі стебел пшениці, бавовни, і паростків кукурудзи. Внизу також розташовується напис з Зімбабвійським національним девізом «Єдність, Свобода, Праця» (англ. Unity, Freedom, Work).
Крім того, на гербі є щит зеленого кольору, з 14 хвилями у верхній частині. Хвилі чергуються з білими і синіми лініями. У центрі щита зображені стародавні руїни — Велике Зімбабве. За щитом розташовуються сільськогосподарська мотика (ліворуч) і АК-47 (праворуч), які пов'язані між собою скрученими смужками зеленого і золотого шовку. Вгорі зображені червона зірка і Великий Птах Зімбабве, який також зображений на національному прапорі.

## Символіка
- Куду (по вертикалі стоять дві антилопи, розташовані по краях від щита): єдність різних етнічних груп у Зімбабве
- Земляний курган (світло-коричнева ділянка землі, на якій стоять антилопи і щит): необхідність завжди забезпечувати зімбабвійців
- Девіз (зображений на стрічці в самому низу герба): необхідність збереження національної єдності і збереження свободи
- Зелений щит (в центрі): родючість країни, ґрунту і води
- Велике Зімбабве (сіра будова в центрі щита): історична спадщина нації*
- Мотика і автомат (у центрі за щитом): символізують боротьбу за мир і демократію, а також гордість за високу якість роботи народу Зімбабве. Крім того, вони символізують перехід від війни до миру.
- Смужки шовкових золотих і зелених тканин (зображені дугою вище щита): національні фінансові компанії і захист економіки.
- Червона зірка (у центрі вище щита): надія на світле майбутнє країни. Передає революційний характер досягнення загального голосування в 1980 році, і боротьбу за справедливе, рівноправне суспільство.
- Великий Зімбабвійський Птах (зображений поверх зірки): національна самобутність.
- Біло-блакитні кольори, у вигляді хвилястих ліній (вертикальні смужки, що утворюють верхню частину щита): по-перше, водоспад Вікторія, головна природна пам'ятка, по-друге, велика кількість річок і води для сільського господарства.